# 留置

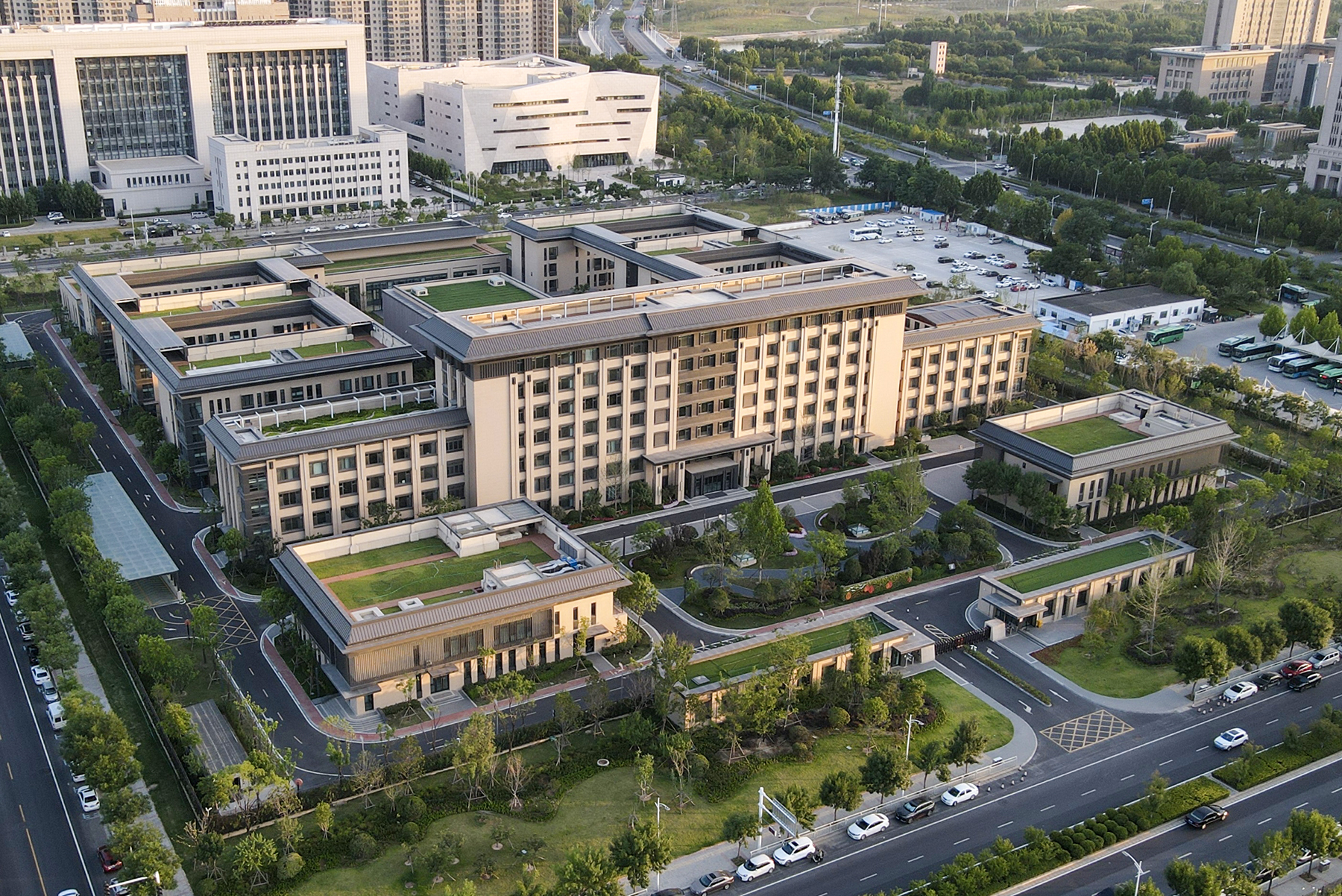
设有留置设施的郑州市纪检监察机关（郑州市廉政教育中心）

留置是中华人民共和国监察机关在调查期间对渎职官员及相关涉案人员所采取的强制限制人身自由的监察程序，其法律依据为《中华人民共和国监察法》。《监察法》并未允许律师在留置期间介入监察程序。“留置”取代了中国共产党纪律检查机关执行的“两规”及人民政府行政监察部门执行的“两指”，将以往的党权收归国家法律执行，节约了司法资源。

## 历史
2016年12月25日，第十二届全国人民代表大会常务委员会第二十五次会议通过《全国人民代表大会常务委员会关于在北京市、山西省、浙江省开展国家监察体制改革试点工作的决定》，根据中共中央确定的《关于在北京市、山西省、浙江省开展国家监察体制改革试点方案》，为在全国推进国家监察体制改革探索积累经验，决定在北京市、山西省、浙江省开展国家监察体制改革试点工作。该决定称，“为履行上述职权，监察委员会可以采取谈话、讯问、询问、查询、冻结、调取、查封、扣押、搜查、勘验检查、鉴定、留置等措施。”其中前11项措施属于转隶前的监察厅（局）、预防腐败局，及人民检察院查处贪污贿赂、失职渎职，以及预防职务犯罪等部门，行使调查权和侦查权时的措施。谈话、讯问、询问等措施此前法律依据便已明确。只有“留置”措施属于新权力。
“留置”的作用是取代“两规”、“两指”。各级监察委员会成立后，不但整合了资源，且实现了权力法律化，使原先处在法律之外的“两规”成为了《中华人民共和国监察法》规定的“留置”，党纪内的“两规”、法律内的“两指”统一被法律内的“留置”取代。而且监察委员会取证无需事后再走人民检察院，使司法资源的衔接更为经济。
2017年3月17日，首例监察留置措施由杭州市上城区监察委员会实施，涉案人员余某并非中共党员，涉嫌贪污。
2017年10月18日，中共中央总书记习近平在中国共产党第十九次全国代表大会上的报告中提出，“制定国家监察法，依法赋予监察委员会职责权限和调查手段，用留置取代‘两规’措施。”
2018年4月1日，中央纪委国家监委官网发布消息称，贵州省委原常委、副省长王晓光涉嫌严重违纪违法，正接受纪律审查和监察调查。这意味着王晓光成了监察委员会成立后，第一名被采取监察留置措施的省部级官员。

## 适用条件与使用办法
2018年3月通过的《中华人民共和国监察法》详细规定了“留置”措施的适用条件、使用办法等：
- 第二十二条：“被调查人涉嫌贪污贿赂、失职渎职等严重职务违法或者职务犯罪，监察机关已经掌握其部分违法犯罪事实及证据，仍有重要问题需要进一步调查，并有下列情形之一的，经监察机关依法审批，可以将其留置在特定场所：（一）涉及案情重大、复杂的；（二）可能逃跑、自杀的；（三）可能串供或者伪造、隐匿、毁灭证据的；（四）可能有其他妨碍调查行为的。”“对涉嫌行贿犯罪或者共同职务犯罪的涉案人员，监察机关可以依照前款规定采取留置措施。”“留置场所的设置和管理依照国家有关规定执行。”
- 第四十三条：“监察机关采取留置措施，应当由监察机关领导人员集体研究决定。设区的市级以下监察机关采取留置措施，应当报上一级监察机关批准。省级监察机关采取留置措施，应当报国家监察委员会备案。”“留置时间不得超过三个月。在特殊情况下，可以延长一次，延长时间不得超过三个月。省级以下监察机关采取留置措施的，延长留置时间应当报上一级监察机关批准。监察机关发现采取留置措施不当的，应当及时解除。”“监察机关采取留置措施，可以根据工作需要提请公安机关配合。公安机关应当依法予以协助。”
- 第四十四条：“对被调查人采取留置措施后，应当在二十四小时以内，通知被留置人员所在单位和家属，但有可能毁灭、伪造证据，干扰证人作证或者串供等有碍调查情形的除外。”“监察机关应当保障被留置人员的饮食、休息和安全，提供医疗服务。讯问被留置人员应当合理安排讯问时间和时长，讯问笔录由被讯问人阅看后签名。”“被留置人员涉嫌犯罪移送司法机关后，被依法判处管制、拘役和有期徒刑的，留置期限应当折抵刑期。留置一日折抵管制二日，折抵拘役、有期徒刑一日。”
- 第六十条：“监察机关及其工作人员有下列行为之一的，被调查人及其近亲属有权向该机关申诉：（一）留置法定期限届满，不予以解除的；……”
- 第六十五条：“监察机关及其工作人员有下列行为之一的，对负有责任的领导人员和直接责任人员依法给予处理：……（七）违反规定采取留置措施的；……”[8]

与公安机关的刑事拘留不同，《监察法》并未规定被留置人员享有律师会见权，因此当事人在被留置期间不能会见律师，事实上与外界完全隔绝，律师只能对被留置人员的家属和其他关系人进行法律上的指导。